# Джеймс Мід
Джеймс Мід (англ. James Meade; 23 червня 1907, Суонідж, графство Дорсет — 22 грудня 1995, Кембридж, Англія) — англійський економіст, лауреат Нобелівської премії з економіки 1977 року (спільно з Бертіл Оліном «За внесок першопрохідника в теорію міжнародної торгівлі і міжнародного руху капіталу».
Закінчив Оксфорд, де здобув ступінь магістра мистецтва і де після закінчення освіти зостався читати лекції. Згодом почав читати лекції в Лондонській школі економіки (1948—1958) та у Кембриджі (1957—1969). Працював в економічному відділі Кабінету міністрів. Президент Міжнародного атлантичного економічного товариства.

## Основні роботи
- «Принципи політичної економіки» в 4 тт. (Principles of Political Economy, 1965—1976);
- «Стагфляція» в 2 тт. (Stagflation, 1982—1983).